# 李家宝
李家宝（1933年—），男，福建福州人，中华人民共和国政治人物，曾任中国致公党中央委员会常务委员、中国致公党福建省委员会副主任委员、第九届全国人大代表。